# Pápua földifakusz
A pápua földifakusz (Cormobates placens) a madarak osztályának verébalakúak (Passeriformes) rendjébe és az ausztrálfakusz-félék (Climacteridae) családjába tartozó faj.

## Rendszerezése
A fajt Philip Lutley Sclater angol ornitológus írta le 1874-ben, a Climacteris nembe Climacteris placens néven.

## Alfajai
- Cormobates placens placens (P. L. Sclater, 1874)
- Cormobates placens steini (Mayr, 1936).
- Cormobates placens inexpectata (Rand, 1940)
- Cormobates placens meridionalis (E. J. O. Hartert, 1907)[2]

## Előfordulása
Új-Guinea szigetén él. A sziget politikai megosztottsága miatt Indonézia és Pápua Új-Guinea területén is honos. A természetes élőhelye szubtrópusi és trópusi hegyi esőerdők. Állandó, nem vonuló faj.  A családjából ez az egyetlen faj, amelyik Ausztrálián kívül fordul elő.

## Megjelenése
Testhossza 14 centiméter, testtömege 12–19,5 gramm.

## Életmódja
Rovarokkal táplálkozik.